# УГМК (баскетбольный клуб)
УГМК — российский женский баскетбольный клуб из Екатеринбурга. Основан в 1938 году. Действующий чемпион России. Владелец клуба — Уральская горно-металлургическая компания (УГМК).

## История

### Советский период
В 1938 году было принято решение о создании женской баскетбольной команды при Уральском заводе тяжёлого машиностроения. Коллектив получил название «Зенит». В 1958 году «Зенит» объединился с «Авангардом», другим коллективом при спортивном обществе завода, и результатом стала команда «Труд». Большую часть своей истории, с 1960 по 2000 год, клуб носил название «Уралмаш» .
С 1964 года команда выступала в высшей лиге чемпионата СССР по баскетболу. В 1973 и 1974 годах команда добилась наивысшего успеха — 3-е место в чемпионате.
Наиболее успешной баскетболисткой команды за этот период стала Ольга Коростелёва, ставшая двукратной олимпийской чемпионкой.

### Российский период

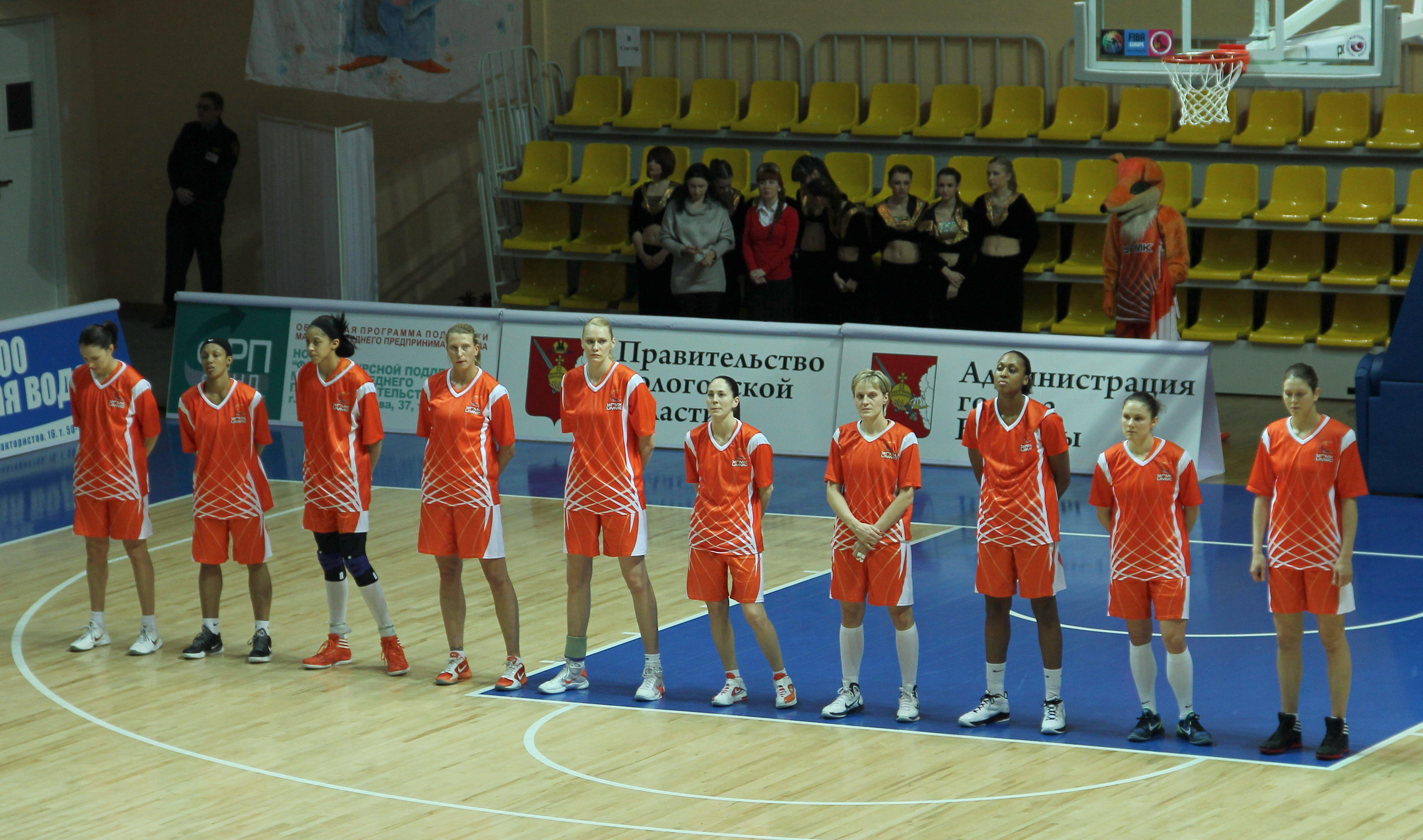
Баскетболистки клуба в 2012 году

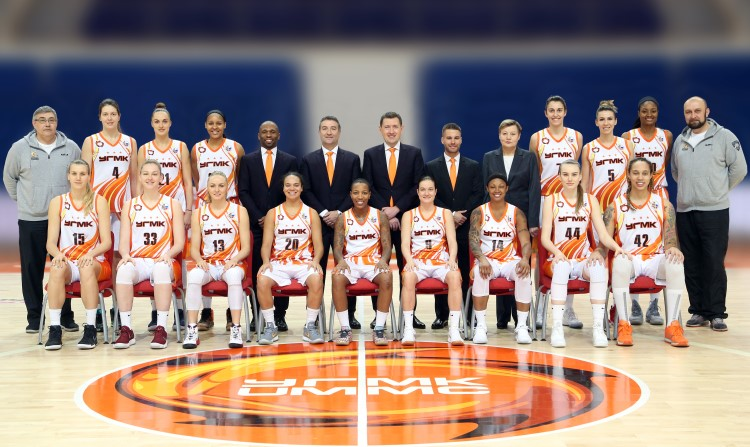
Баскетболистки клуба в 2018 году

УГМК обладатель Суперкубка Европы 2018 года

В 2000 году клуб связал свою судьбу с Уральской горно-металлургической компанией и начал выступать под названием «Уралмаш-УГМК», а год спустя, потеряв связь с Уральским заводом тяжёлого машиностроения, обрёл своё нынешнее имя.
После переименования УГМК удалось дважды подряд (2002, 2003) завоевать титул Чемпиона России, а в 2003 году покорить и Европу.
Во всех последующих сезонах «лисицы» не опускались в чемпионатах страны ниже третьей строчки (кроме того, в 2005 году клубом был завоёван Кубок страны), однако, прервать гегемонию сперва ВБМ-СГАУ, а затем и подмосковного «Спартака», возглавляемого экс-президентом УГМК Шабтаем Калмановичем, на национальной арене не удавалось.
Звание лучшего клуба страны «лисицам» удалось вернуть лишь в 2009 году, обыграв в драматичном финальном матче своих главных конкуренток из подмосковного Видного. Победу УГМК со счётом 70:68 за считанные секунды до конца встречи принёс сольный проход Агнешки Бибжицки.
В 2010 году «лисицы», переиграв в финале баскетболисток из Видного, оформили третью в истории победу в Кубке страны, однако 21 марта потерпели от них поражение в заключительном матче регулярного чемпионата, что не позволило екатеринбурженкам удержать первую строчку в турнирной таблице. Победой видновчанок закончился и полуфинальный матч Евролиги, в котором регламент вновь свёл две российские команды. Однако в финале чемпионата России, где именно клуб «Спарта&К» вновь стал соперником «лисиц», екатеринбурженкам удалось отстоять чемпионский титул, «всухую» переиграв соперниц в серии до трёх побед со счётом 3:0.
В 2011 году, не проиграв ни одного матча, УГМК стал победителем и регулярного чемпионата, и серии плей-офф, оформив свой пятый чемпионский титул. В этом же году команда завоевала кубок России. Главный тренер «лисиц» Гундарс Ветра по окончании сезона принял решение уйти с поста. Его сменил литовский специалист Альгирдас Паулаускас.
В 2012 году, УГМК стал победителем серии плей-офф и кубка России обыграв Спарту энд К и Надежду из Оренбурга соответственно. По окончании сезона команда рассталась с главным тренером Альгирдасом Паулаускасом и его помощником Римантасом Григасом.
В сезоне 2012/13 годов команда УГМК, впервые в своей истории, оформила хет-трик выиграв Евролигу, Кубок России и чемпионат России (пятый раз подряд и седьмой раз в своей истории). К тому же в пятый раз подряд «лисицы» выиграли финальную серию чемпионата России у подмосковной «Спарты&К».
Две баскетболистки УГМК оказались самыми результативными игроками в финальном матче женского баскетбольного турнира Летней Олимпиады 2016 в составе своих сборных.

## Достижения
- Шестикратный чемпион Евролиги 2003, 2013, 2016, 2018, 2019, 2021
- Четырёхкратный обладатель Суперкубка Европы: 2013, 2016, 2018, 2019
- Многократный чемпион России: 2002, 2003, 2009, 2010, 2011, 2012, 2013, 2014, 2015, 2016, 2017, 2018, 2019, 2020, 2021, 2023, 2024, 2025
- Многократный обладатель Кубка России : 2005, 2009, 2010, 2011, 2012, 2013, 2014, 2017, 2019, 2023, 2024, 2025
- Победитель регулярного чемпионата баскетбольной Суперлиги (4): 2002, 2003, 2004, 2009
- Победитель регулярного чемпионата баскетбольной Премьер-лиги: 2011, 2012
- Победитель Суперкубка России: 2021, 2022, 2023, 2024
- Серебряный призёр чемпионата России (7): 1997, 1999, 2000, 2001, 2004, 2006, 2022
- Серебряный призёр Кубка России (3): 2004, 2006, 2008
- Серебряный призёр регулярного чемпионата баскетбольной Суперлиги (6): 1997, 1999, 2000, 2001, 2005, 2010
- Серебряный призёр Суперкубка Европы: 2015
- Серебряный призёр Евролиги: 2015
- Бронзовый призёр Евролиги (6): 2008, 2009, 2010, 2011, 2012, 2014
- Бронзовый призёр Мировой лиги ФИБА: 2003, 2007
- Бронзовый призёр чемпионата России (6): 1994, 1996, 1998, 2005, 2007, 2008
- Бронзовый призёр регулярного чемпионата баскетбольной Суперлиги (3): 1998, 2006, 2008
- Бронзовый призёр чемпионата СССР (2): 1973, 1974

## Текущий состав БК УГМК
| \| Поз. \| № \| Гражд. \| Имя \| Дата рождения (возраст) \| Рост \| Вес \| Звание \| \| ---- \| -- \| ------ \| ------------------- \| ------------------------- \| ------ \| ----- \| ------ \| \| З \| 1 \| \| Виктория Третьякова \| 16 октября 1998 (26 лет) \| 170 см \| 60 кг \| \| \| Ц \| 7 \| \| Мария Клюндикова \| 16 июля 1998 (27 лет) \| 193 см \| 82 кг \| \| \| Ф \| 10 \| \| Анастасия Шилова \| 10 января 1991 (34 года) \| 186 см \| 64 кг \| \| \| РЗ \| 13 \| \| Елена Беглова \| 1 сентября 1987 (37 лет) \| 176 см \| 66 кг \| \| \| ТФ \| 14 \| \| Анастасия Косу \| 21 апреля 2005 (20 лет) \| 185 см \| 86 кг \| \| \| ТФ \| 17 \| \| Йована Ногич \| 17 декабря 1997 (27 лет) \| 187 см \| \| \| \| РЗ \| 20 \| \| Александрия Бентли \| 27 октября 1990 (34 года) \| 170 см \| 69 кг \| \| \| ЛФ \| 22 \| \| Меган Уокер \| 23 ноября 1998 (26 лет) \| 185 см \| 79 кг \| \| \| Ф \| 31 \| \| Мария Попова \| 13 июля 1994 (31 год) \| 188 см \| 86 кг \| \| \| Ц \| 32 \| \| Жосселина Майга \| 30 апреля 1996 (29 лет) \| 193 см \| 83 кг \| \| \| Ц \| 38 \| \| Ева Лисец \| 17 июня 1995 (30 лет) \| 192 см \| \| \| \| РЗ \| 91 \| \| Ксения Левченко \| 29 марта 1996 (29 лет) \| 167 см \| 62 кг \| \| | Главный тренер - Дмитрий Донсков Ассистенты тренера - Коростелёва Ольга - Денис Севастьянов Легенда - (К) — Капитан команды Последнее изменение: 9 октября 2023 года |                           |                     |                           |        |       |        |
| Поз. | № | Гражд.                    | Имя                 | Дата рождения (возраст)   | Рост   | Вес   | Звание |
| З | 1 | Россия                    | Виктория Третьякова | 16 октября 1998 (26 лет)  | 170 см | 60 кг |        |
| Ц | 7 | Россия                    | Мария Клюндикова    | 16 июля 1998 (27 лет)     | 193 см | 82 кг |        |
| Ф | 10 | Россия                    | Анастасия Шилова    | 10 января 1991 (34 года)  | 186 см | 64 кг |        |
| РЗ | 13 | Россия                    | Елена Беглова       | 1 сентября 1987 (37 лет)  | 176 см | 66 кг |        |
| ТФ | 14 | Россия                    | Анастасия Косу      | 21 апреля 2005 (20 лет)   | 185 см | 86 кг |        |
| ТФ | 17 | Сербия                    | Йована Ногич        | 17 декабря 1997 (27 лет)  | 187 см |       |        |
| РЗ | 20 | Соединённые Штаты Америки | Александрия Бентли  | 27 октября 1990 (34 года) | 170 см | 69 кг |        |
| ЛФ | 22 | Соединённые Штаты Америки | Меган Уокер         | 23 ноября 1998 (26 лет)   | 185 см | 79 кг |        |
| Ф | 31 | Беларусь                  | Мария Попова        | 13 июля 1994 (31 год)     | 188 см | 86 кг |        |
| Ц | 32 | Россия                    | Жосселина Майга     | 30 апреля 1996 (29 лет)   | 193 см | 83 кг |        |
| Ц | 38 | Словения                  | Ева Лисец           | 17 июня 1995 (30 лет)     | 192 см |       |        |
| РЗ | 91 | Флаг России               | Ксения Левченко     | 29 марта 1996 (29 лет)    | 167 см | 62 кг |        |

## Тренерский штаб
- Главный тренер:  Дмитрий Донсков
- Тренер:   Денис Севастьянов
- Тренер:  Ольга Коростелёва
- Тренер:  Александр Лисичкин
- Массажист:  Игорь Вьюхин
- Доктор:  Анатолий Калабин

## Памятные номера
- №4 —  Елена Пшикова[4]
- №6 —  Ольга Коростелёва[4]
- №9 —  Людмила Швецова[4]
- №12 —  Диана Густилина[4]
- №15 —  Анна Архипова[4]
- №33 —  Иоланда Гриффит[4]